# Assa darlingtoni
Pour les articles homonymes, voir Assa.
Genre
Espèce
Synonymes
- Crinia darlingtoni Loveridge, 1933

Statut de conservation UICN

 LC  : Préoccupation mineure
Assa darlingtoni, unique représentant du genre Assa, est une espèce d'amphibiens de la famille des Myobatrachidae.

## Répartition
Cette espèce est endémique de l'Est de l'Australie,. Elle se rencontre dans le nord-est de la Nouvelle-Galles du Sud et dans le Sud-Est du Queensland.

## Description
L'holotype de Assa darlingtoni, une femelle mature, mesure 19 mm.

## Étymologie
Cette espèce est nommée en l'honneur de Philip Jackson Darlington Jr. (1904–1983). Le genre Assa,  du latin assa, « étuve, nourrice sèche », a été choisi en référence au fait que les jeunes sont souvent transportés mais ne sont pas nourris.

## Publications originales
- Loveridge, 1933 : Four new crinine frogs from Australia. Occasional Papers of the Boston Society of Natural History, vol. 8, p. 55-60 (texte intégral).
- Tyler, 1972 : A new genus for the Australian leptodactylid frog Crinia darlingtoni. Zoologische Mededelingen, vol. 47, p. 193-201 (texte intégral).